# Lloret tigre de Brehm
El lloret tigre de Brehm (Psittacella brehmii) és una espècie d'ocell de la família dels psitacúlids (Psittaculidae) que habita praderies i boscos de les muntanyes de Nova Guinea.